# Haná (rivière)
La Haná est une rivière en Moravie d'une longueur de 35 km et un affluent en rive droite de la Morava. Elle est donc un sous-affluent du Danube.
Haná est formée par la connexion des rivières Velká Haná et Malá Haná à Dědice en amont du moulin Fricův mlýn.
La Velká Haná est une rivière prenant sa source à Drahany, dans la région d'Olomouc, en République tchèque. Elle a une longueur de 21,2 km.
La Malá Haná s'élève dans la Drahanská vrchovina au nord du village de Krásensko, près de l'émetteur de radio-télévision Kojál sur la colline du même nom. La rivière traverse Krásensko, dans la zone forestière située au sud de la zone d'entraînement militaire de Březina. Malá Haná a une longueur de 18,6 km et alimente le réservoir d'Opatovice. Au sud du village de Pařezovice, au km 4,27, elle quitte le réservoir d'Opatovice.

## Villes traversées
La Haná arrose successivement les villes de :
- Vyškov
- Ivanovice na Hané
- Němčice nad Hanou
- Měrovice nad Hanou